# Altenrhein
Altenrhein (toponimo tedesco) è una frazione (ortsgemeinde) di 1 075 abitanti del comune svizzero di Thal, nel Canton San Gallo (distretto di Rorschach).

## Geografia fisica
Altenrhein è costituito da insediamenti sparsi tra gli antichi bracci del delta del Reno sul lago di Costanza, lungo il confine tra l'Austria e la Svizzera.

## Storia
Fino al 1802 Altenrhein è stata una comunità autonoma; nel 1803 è stata integrata nel neocostituito comune di Thal assieme alla località di Staad.

## Monumenti e luoghi d'interesse
- Chiesa parrocchiale cattolica dell'Angelo Custode, eretta nel 1958 in luogo di una precedente cappella attestata dal 1556[2];
- Mercato coperto (Hundertwasserhaus o Markthalle), progettata da Friedensreich Hundertwasser[3].

## Società

### Evoluzione demografica
L'evoluzione demografica è riportata nella seguente tabella:
Abitanti censiti

## Cultura

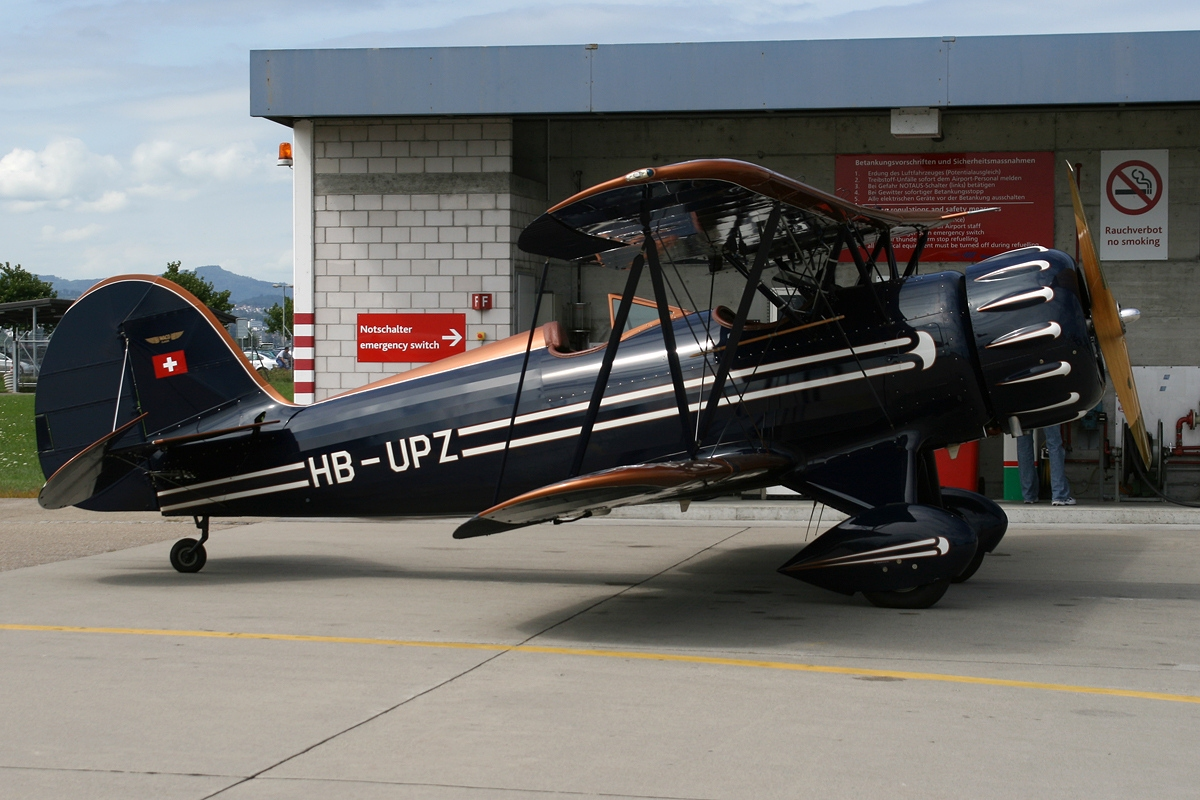
Il Museo dell'aviazione di Altenrhein

- Museo dell'aviazione di Altenrhein (Fliegermuseum Altenrhein) ubicato presso l'aeroporto di Altenrhein[5].

## Economia
Altenrhein è nota per le officine aeronautiche tedesche Dornier-Werke: fino alla fine della seconda guerra mondiale, una sua filiale operò in questa località, dove furono costruiti elementi del Dornier Do X, oltre che i trenta Do 24 destinati ai Paesi Bassi. Questa fabbrica, chiamata Doflug, costruì anche sotto licenza tutti i Bücker Bü 131 e 133 destinati all'aeronautica militare svizzera. Il Dornier Do X effettuò il suo primo volo ad Altenrhein nel 1929, per aggirare il divieto fatto alla Germania dal trattato di Versailles di costruire i suoi aerei.
Stadler Rail, azienda produttrice di materiale rotabile ferroviario, ha uno dei suoi impianti ad Altenrhein e la compagnia aerea austriaca People's Viennaline ha posto la sua sede nel locale aeroporto.

## Infrastrutture e trasporti

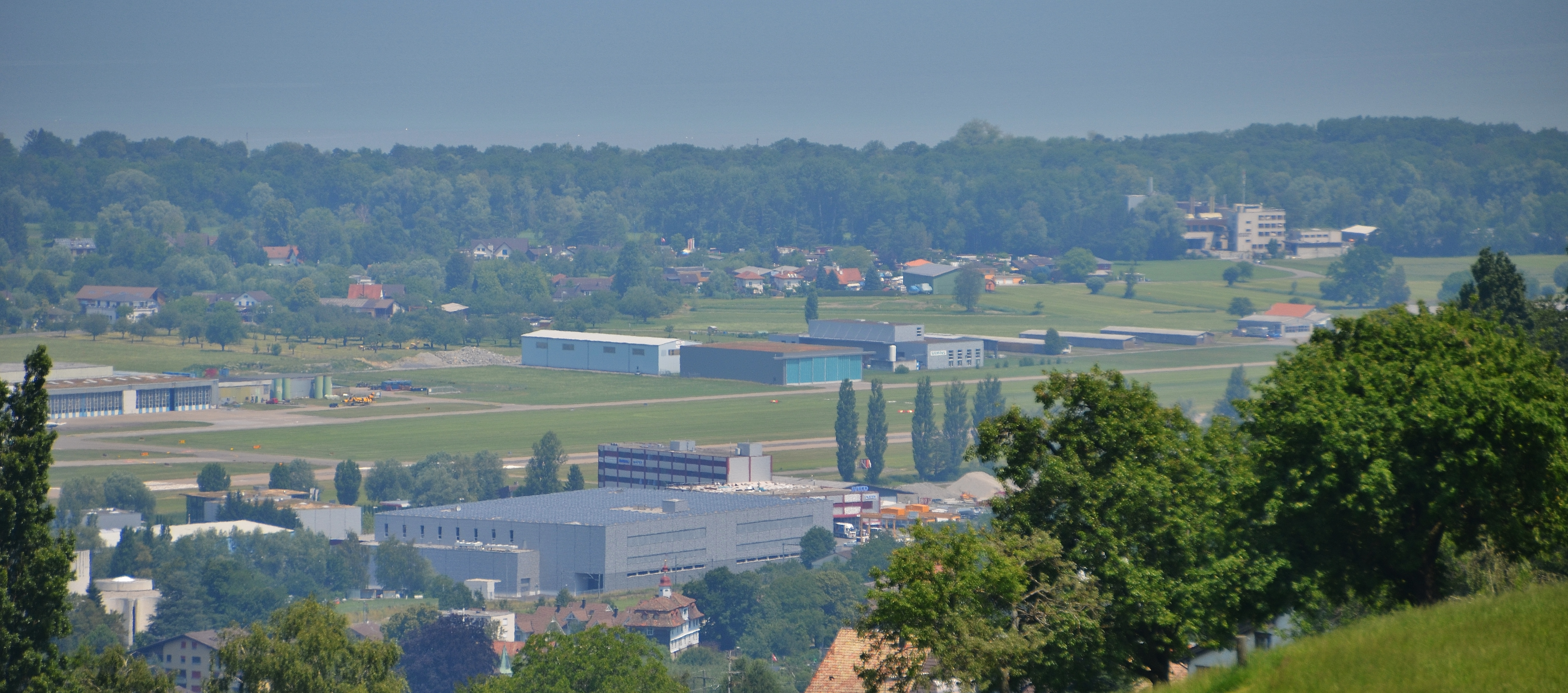
L'aeroporto di Altenrhein

Nella località si trova l'aeroporto di Altenrhein (codice IATA: ACH), collegato alla ferrovia Coira-Rorschach da un raccordo che si dirama dalla stazione di Staad.

## Sport
Altenrheim ospitò i Campionati del mondo di ciclismo su strada 1983.